# Baies (Campània)
Baies (en llatí: Baiae) fou una ciutat de la costa de Campània, cèlebre pels seus banys i aigües minerals, situada entre el cap Misè i Putèols. Tant a la costa com als turons propers es troben algunes ruïnes amb restes d'edificis, un dels quals és conegut com a Temple de Venus, que era la deessa titular de la ciutat; un altre és anomenat temple de Diana; i un tercer, el Temple de Mercuri, però és dubtós que es tracti realment de temples sinó que més aviat siguin dependències de les termes.
Es correspon amb l'actual Baia, un districte del municipi de Bacoli.

## Història
El seu nom seria derivat de Baios, un dels companys d'Ulisses, que fou enterrat allí. Però la ciutat no va tenir importància fins que fou elegida com a residència per romans rics vers la fi de la república. L'orador Luci Licini Cras, l'escriptor Marc Terenci Varró, polítics i governants com Gai Mari, Gneu Pompeu i Juli Cèsar hi van tenir una vil·la.
Titus Livi ja esmentava el lloc per les propietats medicinals de l'aigua, conegudes pel nom d'Aquae Cumanae; després fou esmentada pel mateix motiu per altres. Les aigües eren sulfuroses, aluminoses, àcides entre altres components. Per aprofitar-les s'hi van construir unes termes que encara es feien servir al segle vi.
A la seva platja se'n criaven ostres des de poc abans de la guerra amb els marsis.Vitruvi va descriure l'escullera construïda al seu port.
Sili Itàlic va escriure que Hanníbal Barca la va visitar després de la rendició de Càpua.
Al temps de l'imperi havia esdevingut una ciutat important i va obtenir el privilegi de municipi separat de Cumes de la qual depenia abans, però a la qual va restar lligada en alguns aspectes. Ovidi va posar com a exemple Baies, a la seva Ars amatoria, com a lloc on trobar conquestes femenines. L'emperador August hi va construir un luxós palau que encara va atreure més visitants. Més tard altres emperadors hi van tenir també vil·les (o palaus) des de les quals van governar. Calígula hi va residir sovint i va fer construir un pas amb vaixells coberts de terra des de la ciutat fins a Puteoli, a una distància de dos milles romanes. Neró hi va tenir una vil·la que va heretar de la seva mare Agripina; Hadrià va morir a Baies i Alexandre Sever va ampliar el palau afegint llacs artificials amb aigua de mar.
A finals de l'imperi, el territori costaner de Baies es va començar a enfonsar a causa de moviments sísmics. El terreny més baix entre la Punta de Castello i Epitaffio van quedar sota el mar, avui dia, aquella zona està entre tres i vuit metres de profunditat, juntament amb la via Herculanea, el complex termal de la Vil·la dels Pisons i els mosaics de la Vil·la Protir.
A l'edat mitjana va anar decaient. El 1538 l'erupció del volcà Mont Nuovo, a 2 km al nord de Baia, va omplir de cendra (fins a 800 metres) l'antiga ciutat romana i va causar importants variacions en el nivell del mar (elevació de 6 metres seguida d'una davallada de 4 metres observats a Pozzuoli).
Sobre les ruïnes d'un antic palau romà, el 1495 s'hi va començar a construir una fortificació (el Castello Aragonese), que Pedro de Toledo, virrei de Carles V, va modificar i ampliar del 1538 al 1550.

## Arqueologia

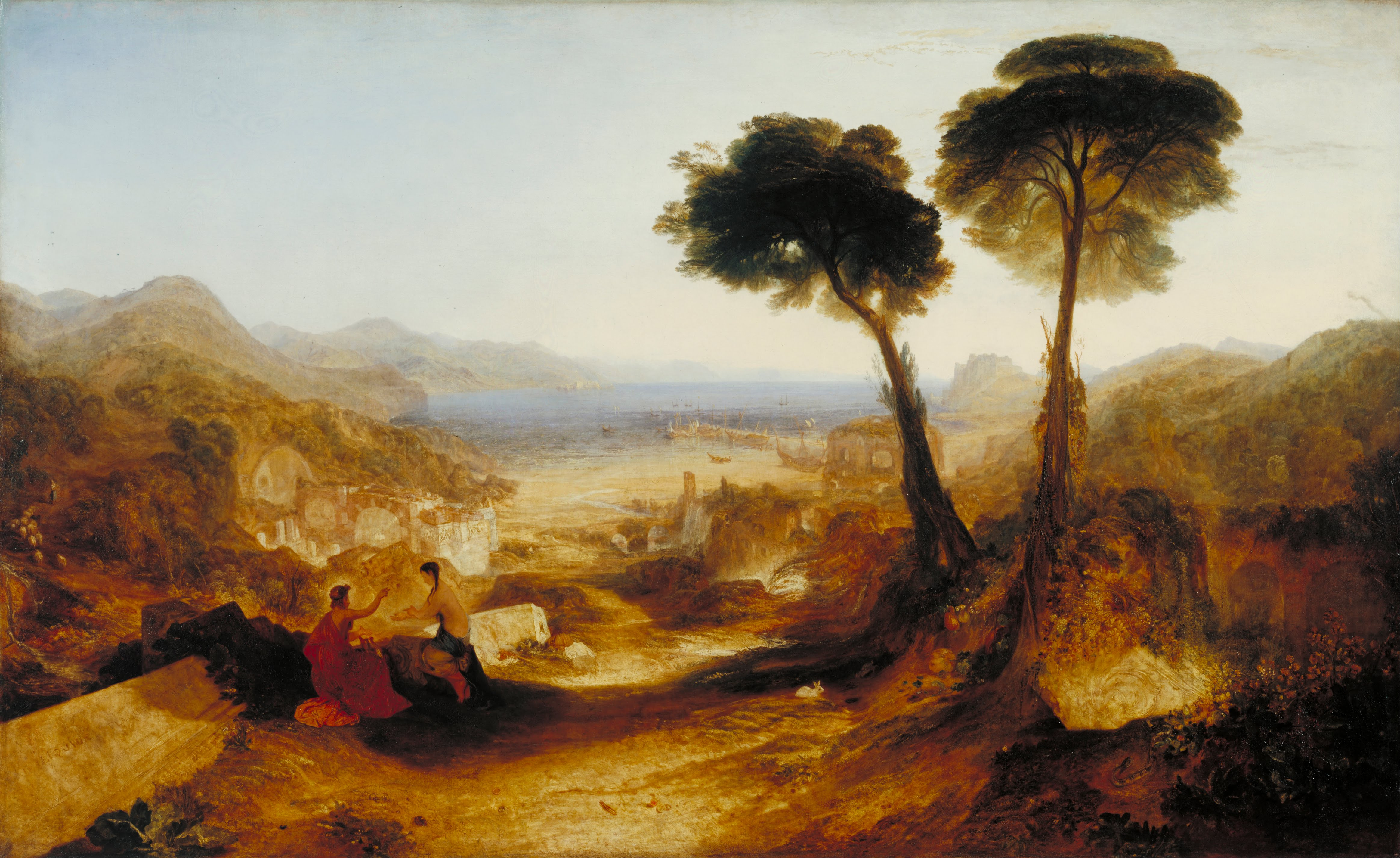
Impressió de les ruïnes tapades per les cendres volcàniques de l'antiga Baies, captada per l'artista William Turner (s.XIX).

Els estudis arqueològics van començar el 1923 per Amedeo Maiuri i van continuar amb més intensitat el 1941, quan es van trobar els diferents estrats relacionats amb els diferents períodes de construcció. La descoberta el 1969, a prop del Cap de l'Epitafi, d'estàtues de marbre que representaven a Ulisses i el seu company Baios, va motivar la recerca submarina durant la qual es va trobar un nimfeu datat en l'època de l'emperador Claudi.
Les restes més notables s'estenen pel vessant d'un turó, en una àrea de 450 metres. Qualificats impròpiament de "temples" per decisió popular, són els edificis del vast complex termal i del palau imperial.
Dins d'aquest enclavament arqueològic s'hi poden distingir cinc zones:
El complex de les terrasses
El complex de les terrasses és la part final d'una escala de grans dimensions. Comprèn un pòrtic de 110 metres de llargada per 10 metres d'amplada, té decoracions d'estuc i a la seva banda nord està acabat en forma d'absis i una escala que condueix a les terrasses.
Termes de Mercuri

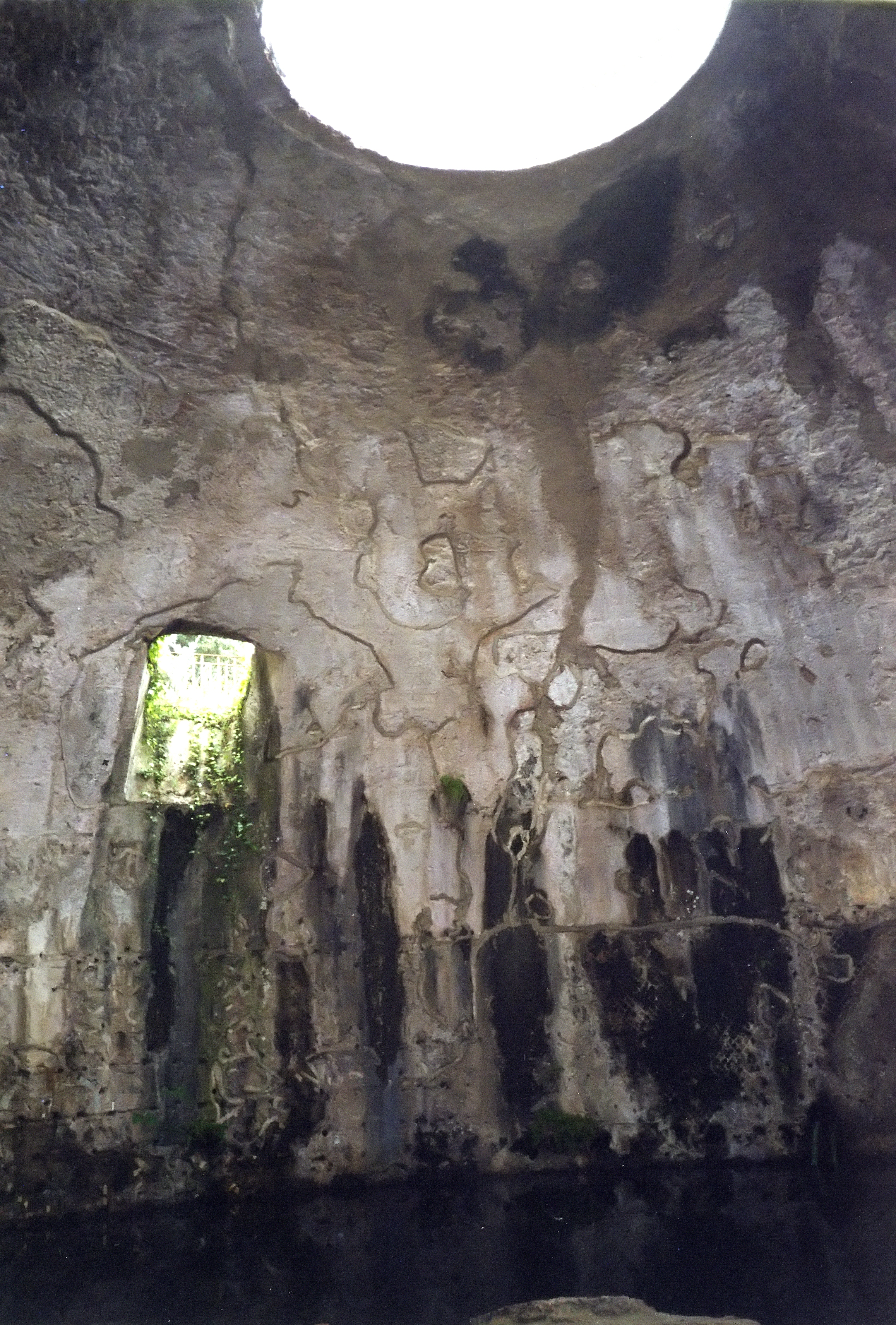
Interior del Temple de Mercuri.

Les termes de Mercuri són de finals de la república o de començaments de l'època d'August. Tenen una sala circular anomenada "El Temple de l'Eco" per la reverberació que s'hi produeix. Aquesta sala està coberta per una cúpula de 21,55 m de diàmetre amb una obertura a la part superior (oculus) que té un diàmetre de 3,65 m i amb diverses obertures rectangulars repartides per la volta. Construïda amb formigó, és la cúpula romana més antiga que s'ha trobat.
Termes de Sosandra

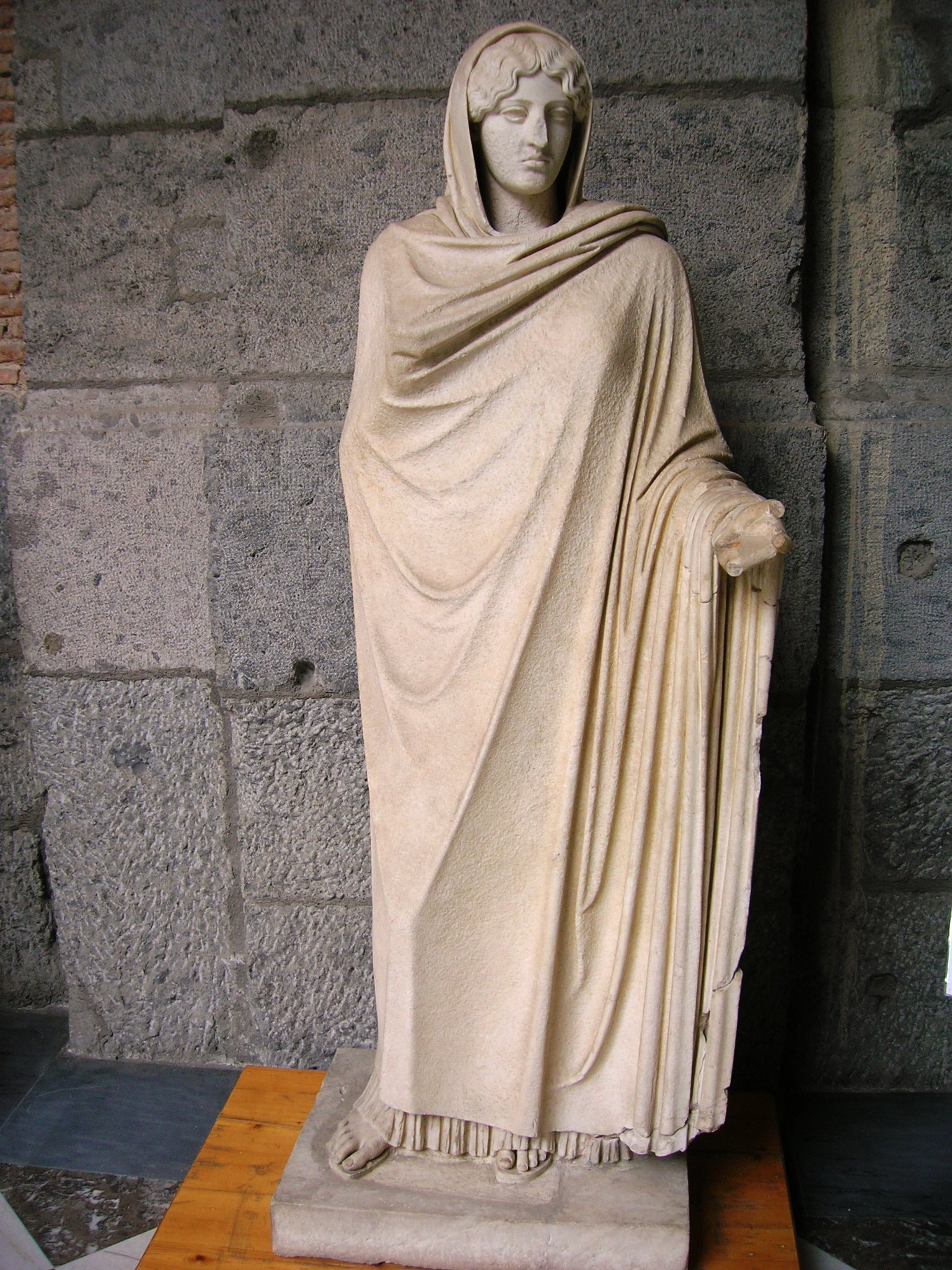
Afrodita Sosandra

Anomenades així perquè en el seu recinte es va trobar una estàtua d'Afrodita Sosandra (epítet que vol dir «la salvadora d'homes») datada en la primera meitat del segle i. Les sales d'aquestes termes estan disposades en tres nivells: en el nivell superior hi ha un semicercle voltat per tres trams de pòrtics, al nivell mitjà hi ha una terrassa vorejada per una estructura en arc de cercle davant d'una piscina rodona, al nivell inferior hi ha una gran piscina rectangular (34,80 m × 28,60 m). El 1954, s'hi van descobrir uns motlles d'escaiola que un taller annex a les termes feia servir per fer còpies d'estàtues gregues. L'estudi de diversos element ha permès identificar un dels motlles amb una estàtua coneguda: Harmodi i Aristogíton.
Termes de Venus

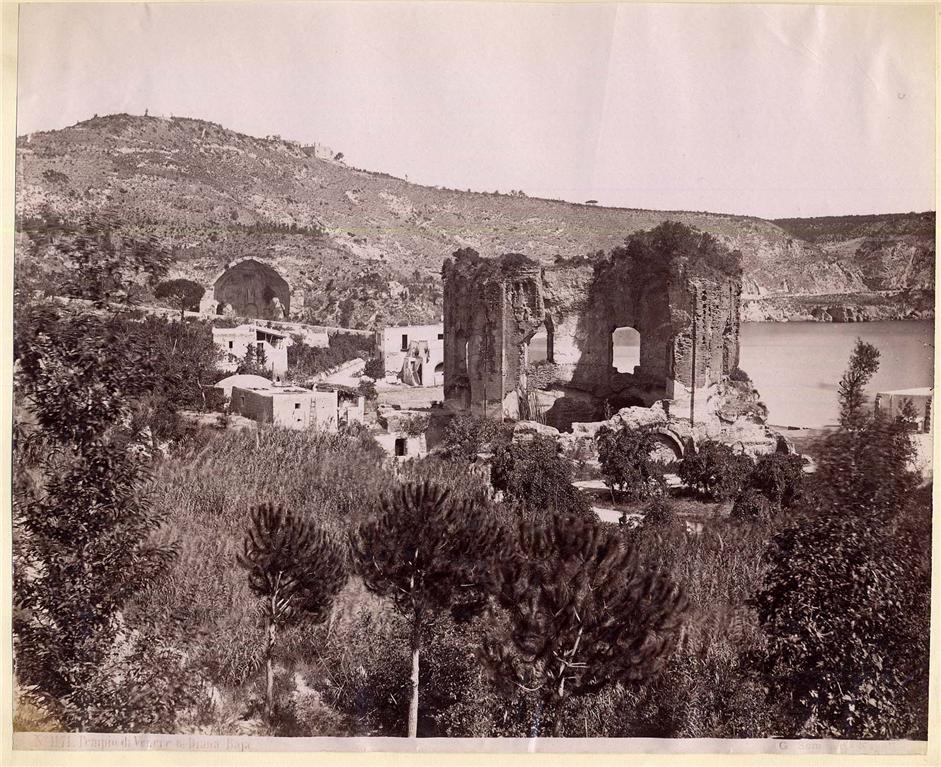
Fotografia de Giorgio Sommer (1834-1914), on es veu les termes de Venus al davant i al fons la semicúpula del Temple de Diana.

Les Termes de Venus són un conjunt d'edificis situats a les dues bandes d'una gran sala rectangular on hi ha una gran piscina i un absis. Tres de les sales annexes (anomenades sales de Venus) estan decorades amb estuc segons l'estil pompeià 3r i 4t, i estan datades en el segle i. L'edifici més destacat és una sala octogonal per la part exterior però circular per l'interior, que està dotada d'una cúpula de 26,30 m de diàmetre la qual reposa sobre un mur de 2,90 m de gruix.
Temple de Diana
El gran temple de Diana, al nord del sector arqueològic, es va anomenar així per uns baixos relleus que representaven gossos, cérvols i peixos, com a motiu de caça, i a més per una inscripció amb el nom de Diana. Aquesta sala està coberta amb una cúpula, la meitat de la qual es va esfondrar i això ha permès observar l'estructura interior que té diveros estrats de formigó muntats successivament entre dos paraments de carreu.

## El museu dels Camps Flegreus

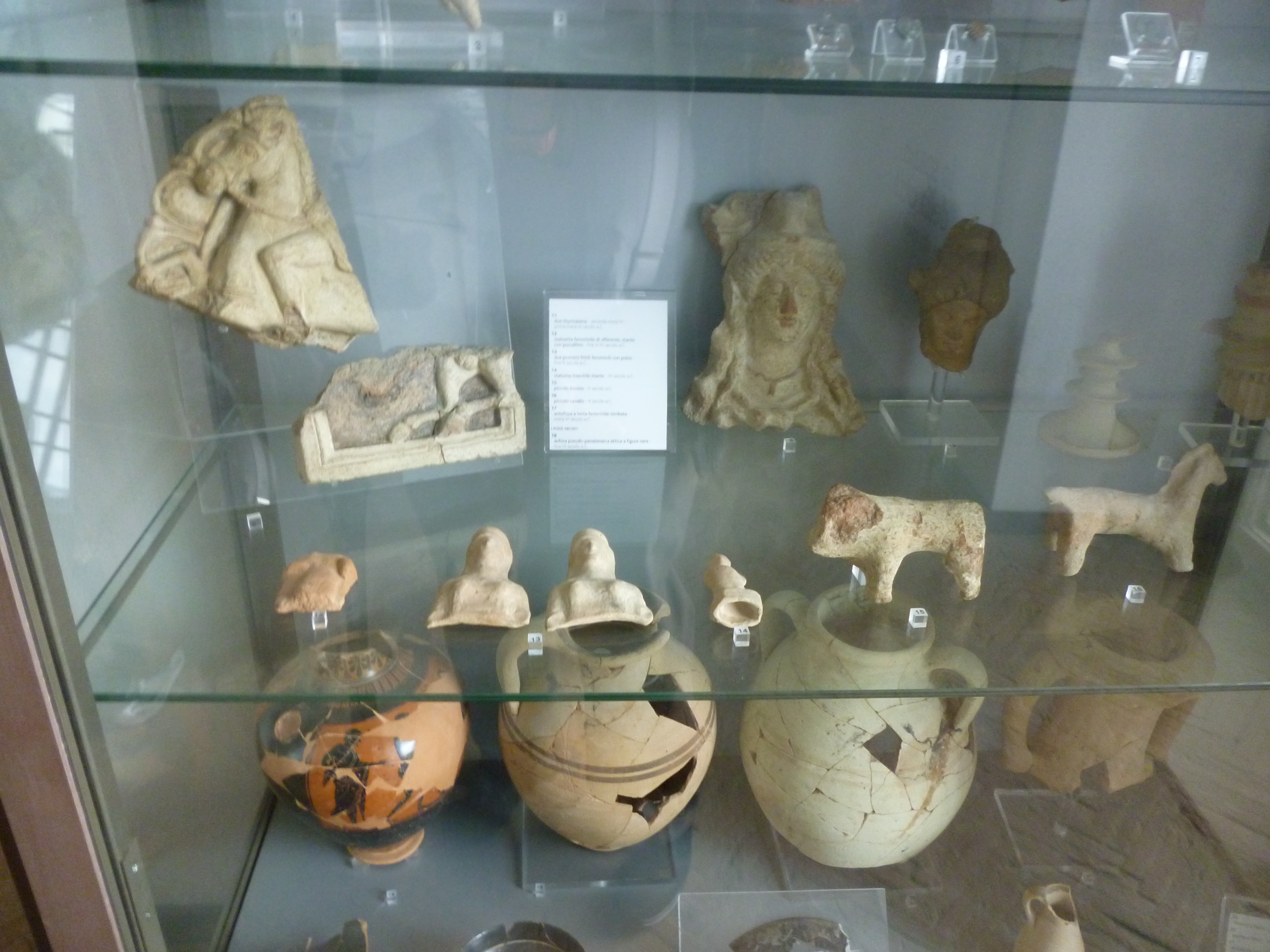
Objectes exposats al Museu Arqueològic dels Camps Flegreus (Baia)

Durant les excavacions submarines del 1980-1982 es va fer un estudi del nimfeu ensorrat. Aquest nimfeu era un brollador construït a imitació d'una gran cova natural. L'espai del nimfeu tenia també funcions de triclini. Una de les figures trobades sota el mar representa l'episodi de l'Odissea en què Ulisses, ajudat per Baios, porta un recipient ple de vi al ciclop Polifem. Manca però l'estàtua d'aquest gegant. A les fornícules del nimfeu s'hi van trobar estàtues que representaven membres de la família de l'emperador Claudi. Al voltant del nimfeu es van trobar molts objectes antics i va ser quan es va prendre la decisió de d'exposar-los al públic. Per fer-ho es va utilitzar l'interior del Castell dels Aragó i es va anomenar Museu dels Camps Flegreus. Aquest museu conté restes d'època grega, samnita i romana, però no tots són de Baies, alguns es van trobar en ciutats antigues de la rodalia.
Al museu s'exposa l'estàtua eqüestre de bronze, trobada el 1968, que havia estat dins el sacellum de les augustals de Misènum, el rostre de la qual tenia primer els trets de Domicià, però després de la damnatio memoriae d'aquest emperador, es va modificar perquè fos identificat amb la cara de Nerva.
Una altra de les restes trobades és una tomba samnita datada entre el 300/290 aC, amb les parets interiors decorades amb pintures al fresc que representen un banquet fúnebre en honor d'una parella de difunts.
Al fòrum de Baies hi havia un pòrtic, imitació del de Pozzoli que s'ha reconstruït parcialment aplegant fragments de cariàtides.

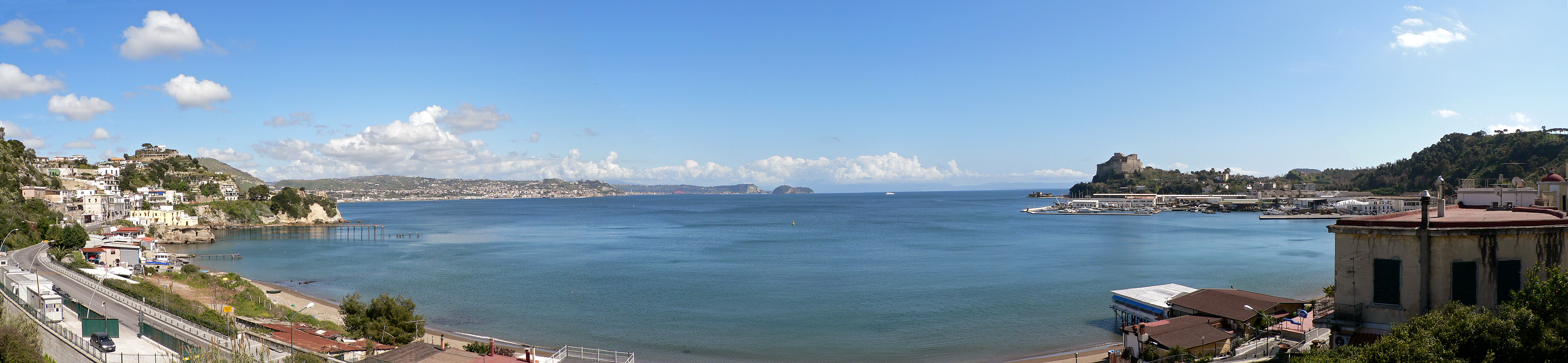
La badia de Baia des de la Vil·la Schiano di Pepe.